# Railton Special

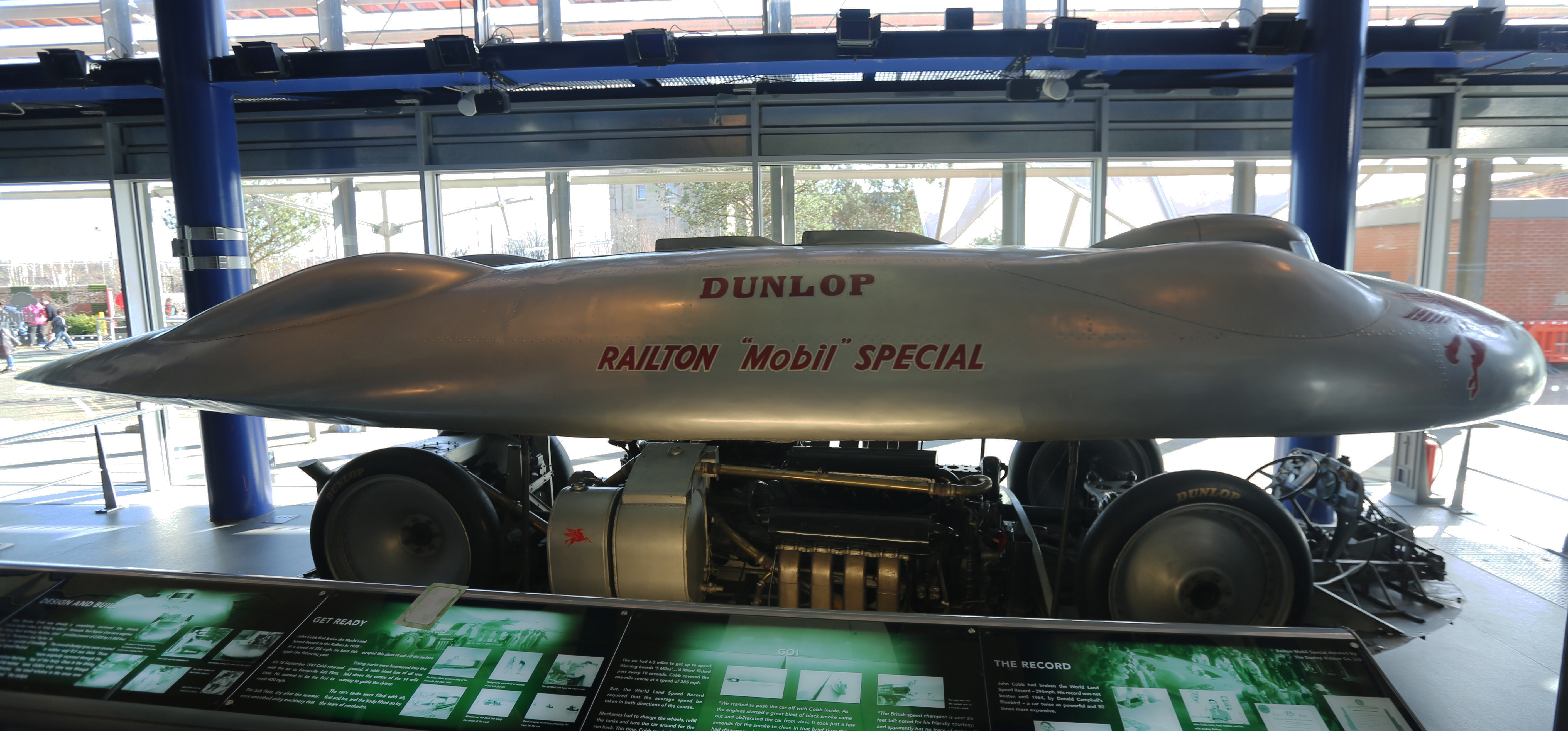
Railton Special mit angehobener Verkleidung

Der Railton Special war ein in Einzelanfertigung hergestellter Rennwagen, der mit dem Ziel gebaut wurde, den absoluten „Land Speed Record“ (LSR) zu erringen. Er wurde von Reid Railton entworfen und erzielte am 15. September 1938 mit John Rhodes Cobb am Steuer die Weltrekordgeschwindigkeit von 350,19 Meilen pro Stunde (563,58 Kilometer pro Stunde). Rund ein Jahr später verbesserte Cobb den Rekord erneut. Seine letzte Bestzeit erzielte das inzwischen zum Railton Mobil Special umgebaute Fahrzeug 1947 mit 394,19 mph (634,39 km/h) über die Distanz von einer Meile.

## Das Fahrzeug

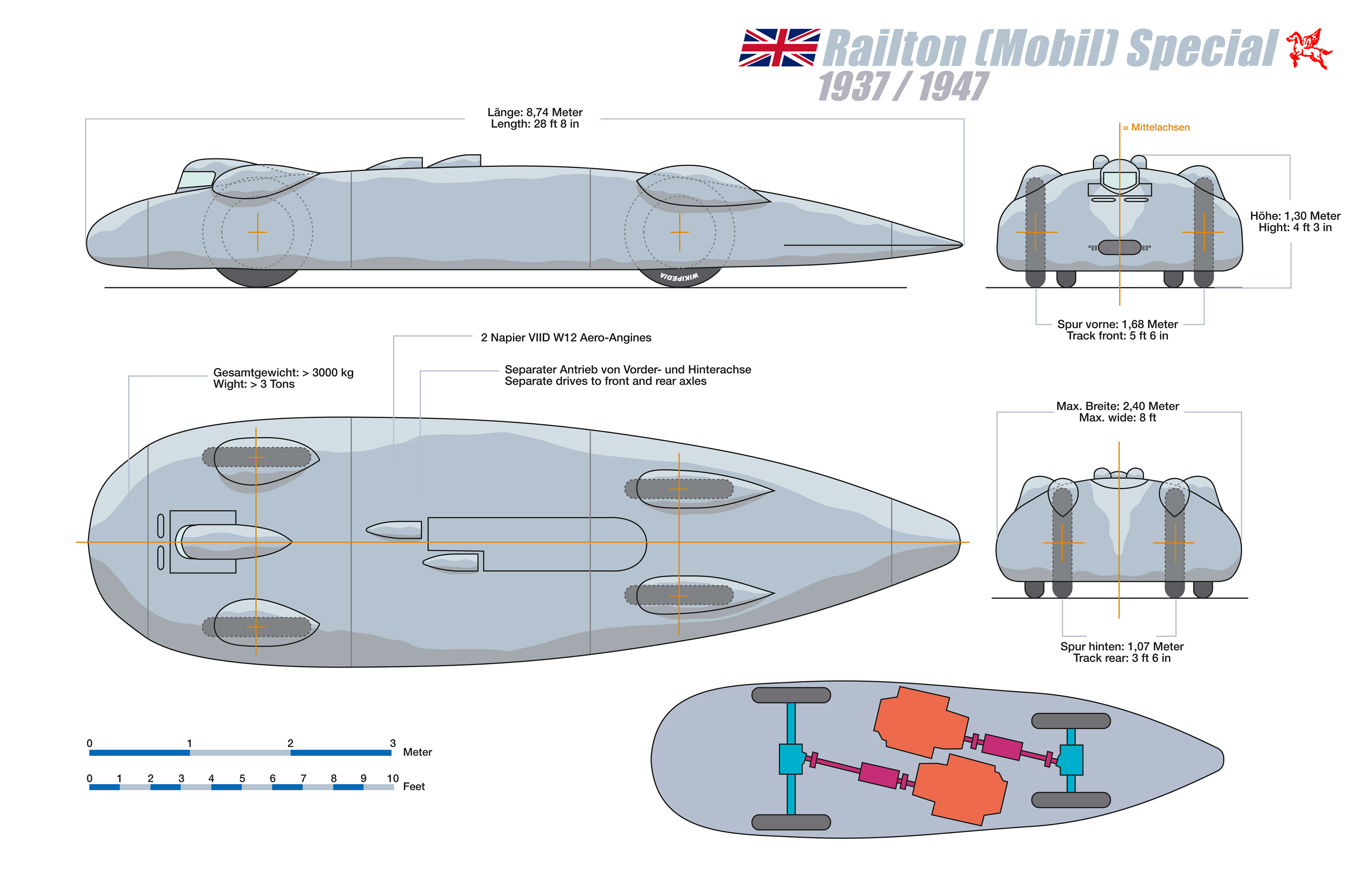
Vierseitenansicht mit technischen Informationen

Der Railton Special wurde von zwei aufgeladenen Napier-Lion-VIID-(WD)-W-12-Flugmotoren angetrieben. Diese Motoren waren ein Geschenk der britischen Motorbootrennfahrerin Marion „Joe“ Carstairs, die diese in ihrem Motorboot Estelle V eingesetzt hatte. Die eiswassergekühlten Maschinen leisteten jeweils etwa 1350 PS und saßen auf einem S-förmig gebogenen Rahmen. Der Einsatz mehrerer Motoren war zu dieser Zeit keine neue Technik, nachdem bereits Charles Raymond Keech den dreimotorigen White Triplex und Cobbs Rivale George Eyston den zweimotorigen Thunderbolt eingesetzt hatten.
Angesichts der gewaltigen Leistung der Triebwerke bestand eine der größten Schwierigkeiten darin, „die Leistung auf die Straße zu bringen …“ und dabei Getriebe und Reifen nicht zu überfordern. Reid Railton fand eine einfache und im LSR-Sport neue Lösung, indem er den Antrieb von jedem Motor auf eine separate Achse verteilte und so einen Allradantrieb erhielt. Mehr als 20 Jahre später griff Railtons Landsmann Donald Campbell beim Bau von Bluebird CN7 auf dieses Antriebskonzept zurück und war wohl auch von der aerodynamischen Linie inspiriert.
Der Railton Special wog über 3 Tonnen und war 8,74 m lang, 2,4 m breit und 1,30 m hoch. Die Spur der Vorderachse betrug 1,68 m, die der Hinterräder 1,07 m. Im Windkanal des National Physical Laboratory wurden Tests durchgeführt.

## Bilder

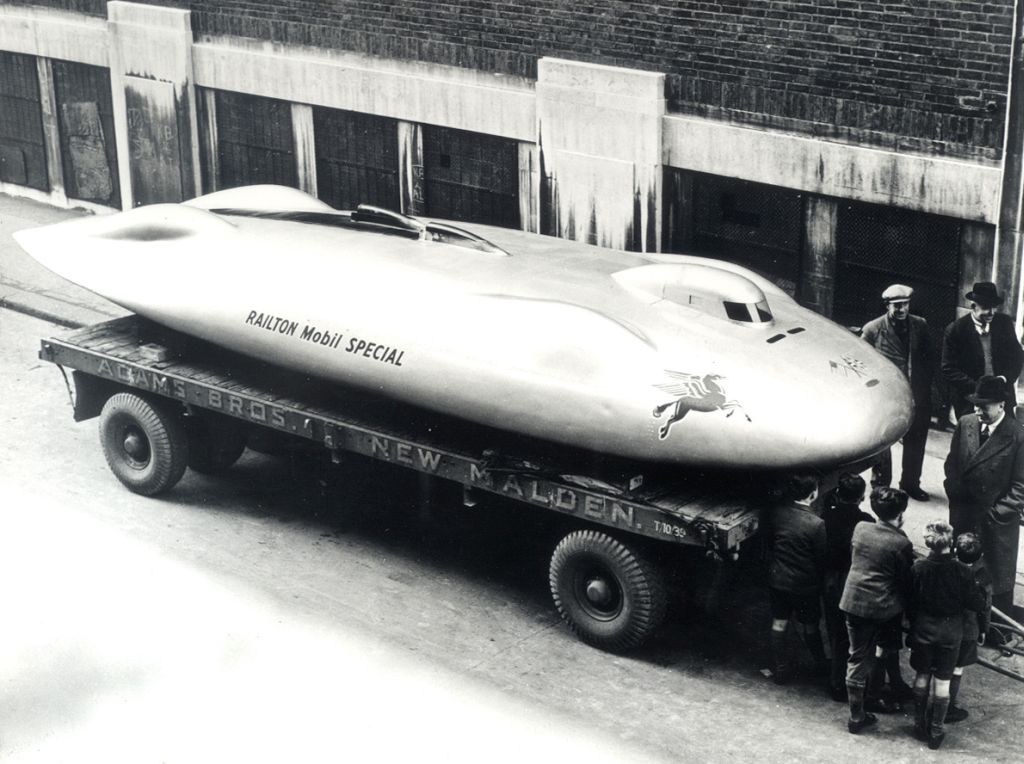
Railton Mobil Special
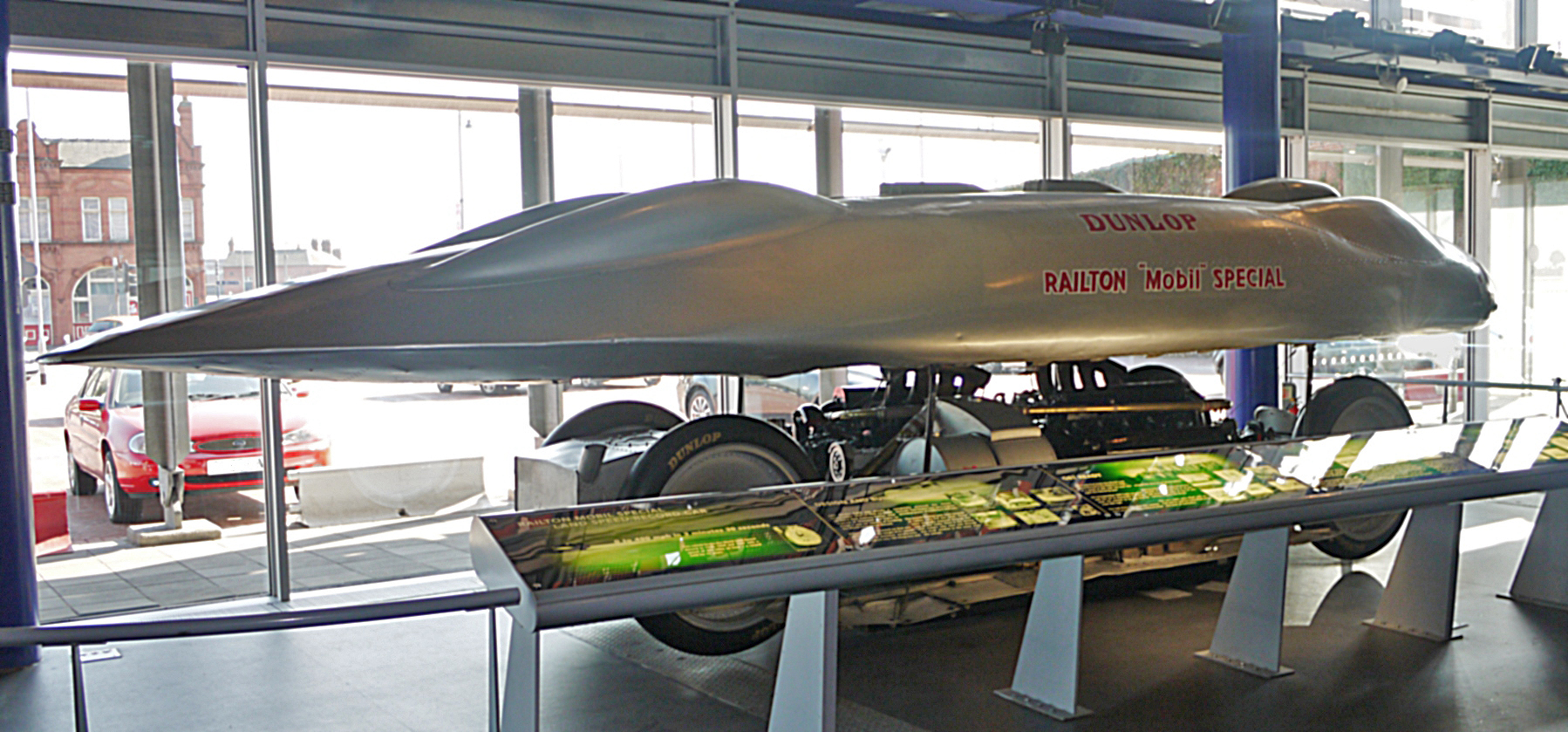
Railton Mobil Special ausgestellt im Thinktank Museum, Birmingham.
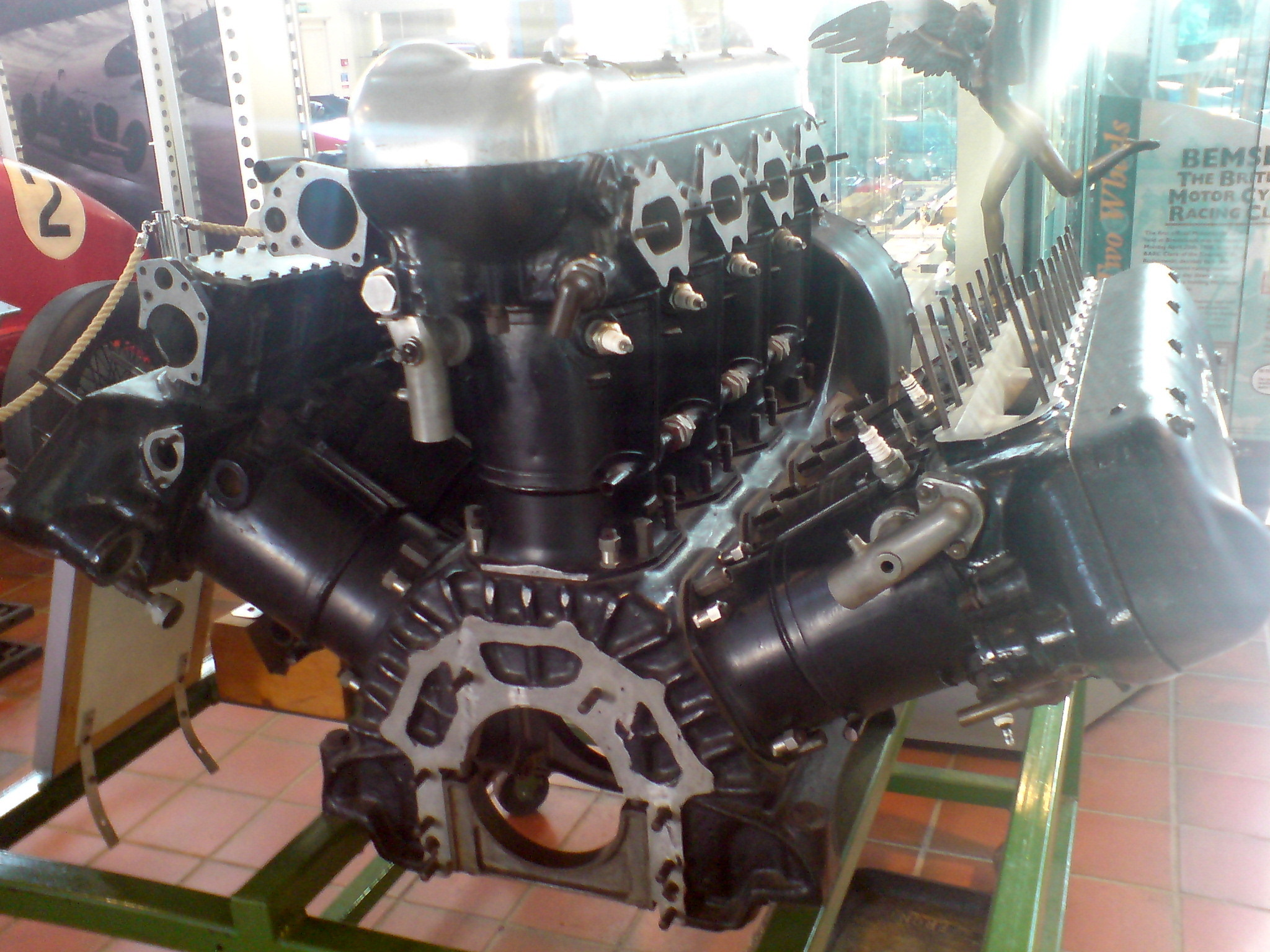
Napier Lion II W12 Flugmotor (zur Verdeutlichung des W-Bauprinzips)
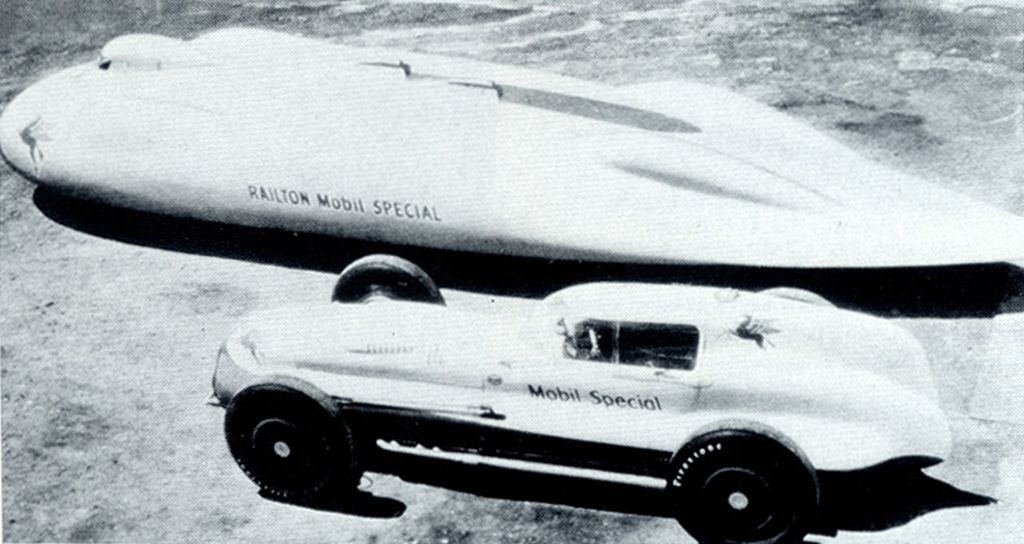
Railton Mobil Special zusammen mit einem anderen, von Mobil Oil unterstützten Fahrzeug
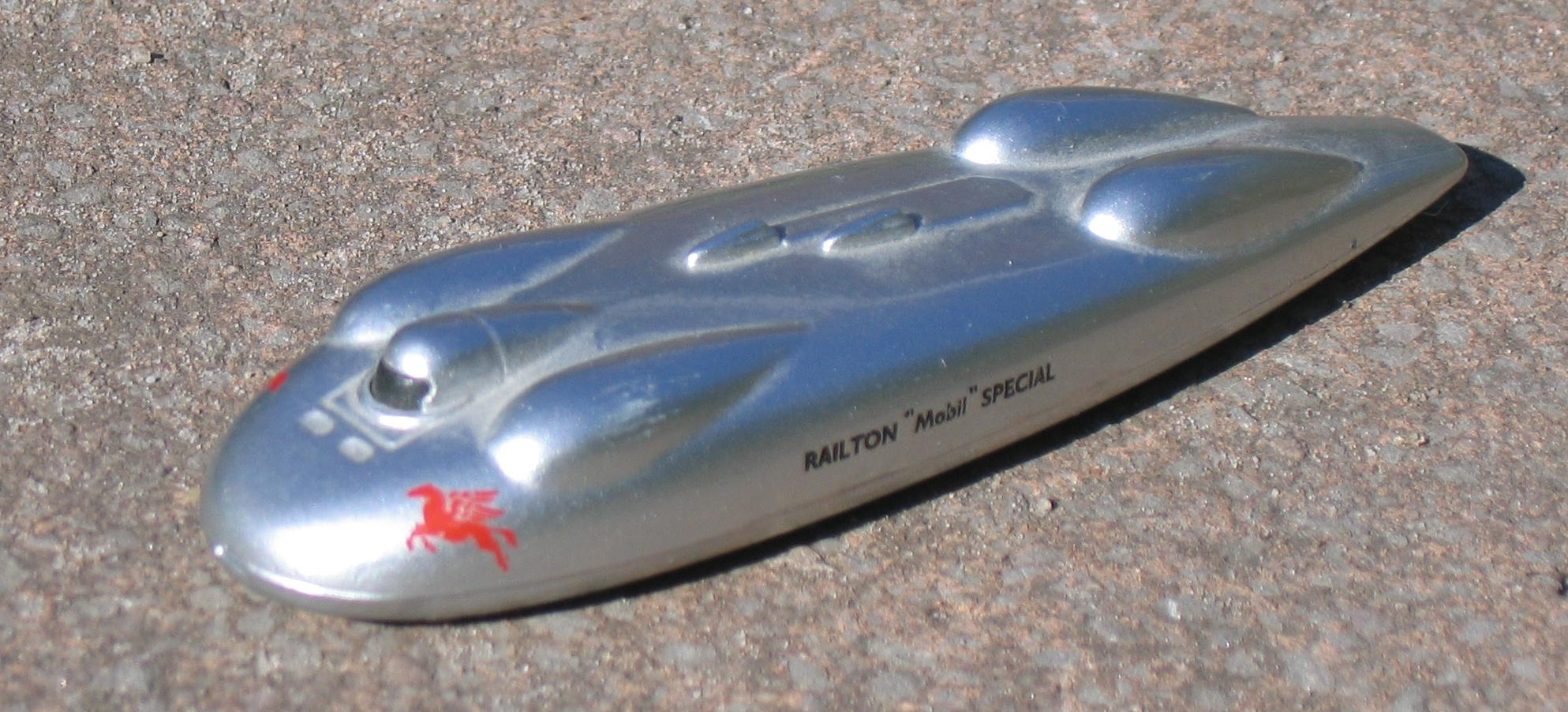
Spielzeugmodell von John Cobb's 1946er LSR-Car Railton Mobil Special
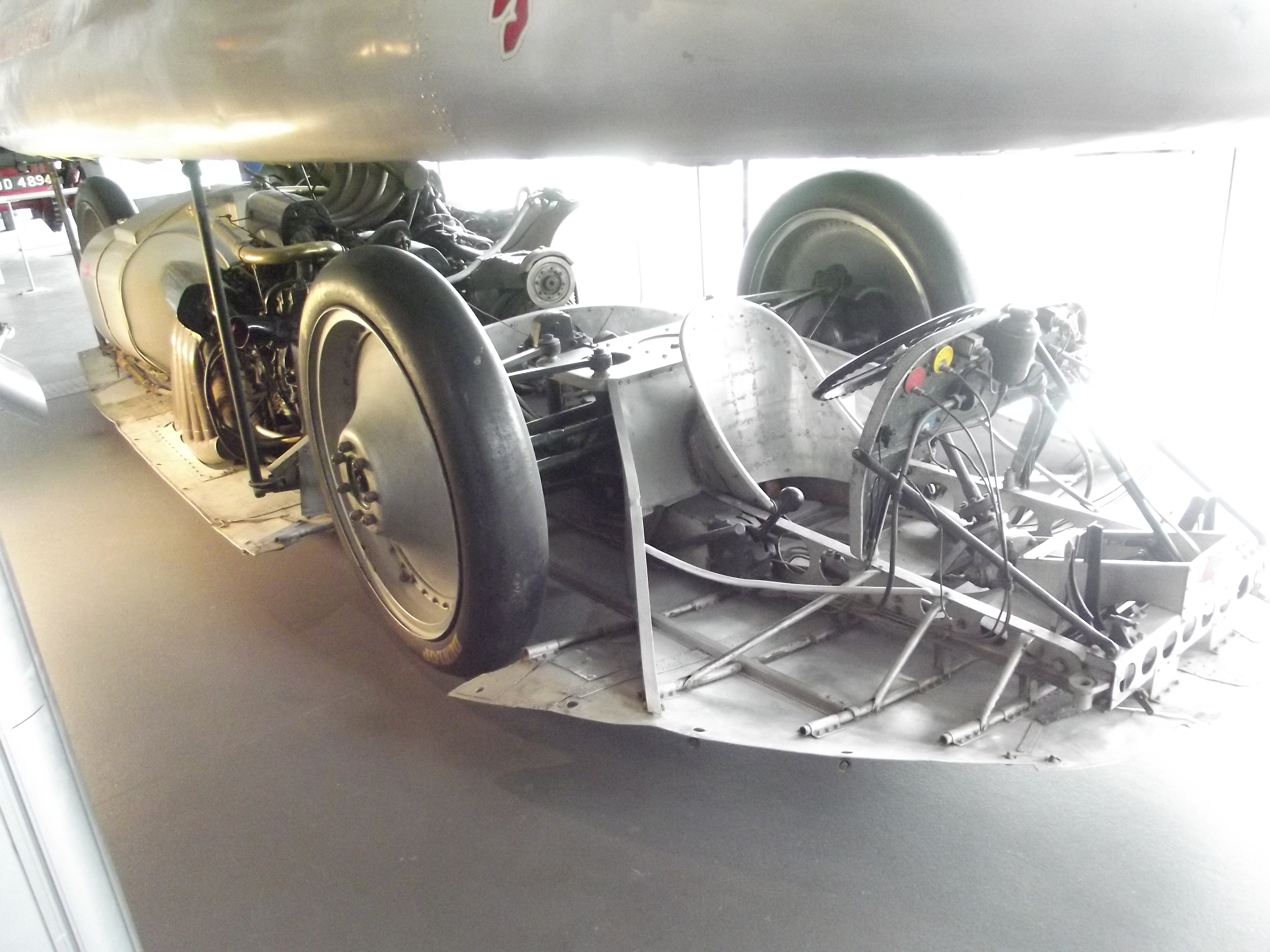
Cockpit, Vorderachse und die dahinterliegenden Motoren (bei angehobener Verkleidung)
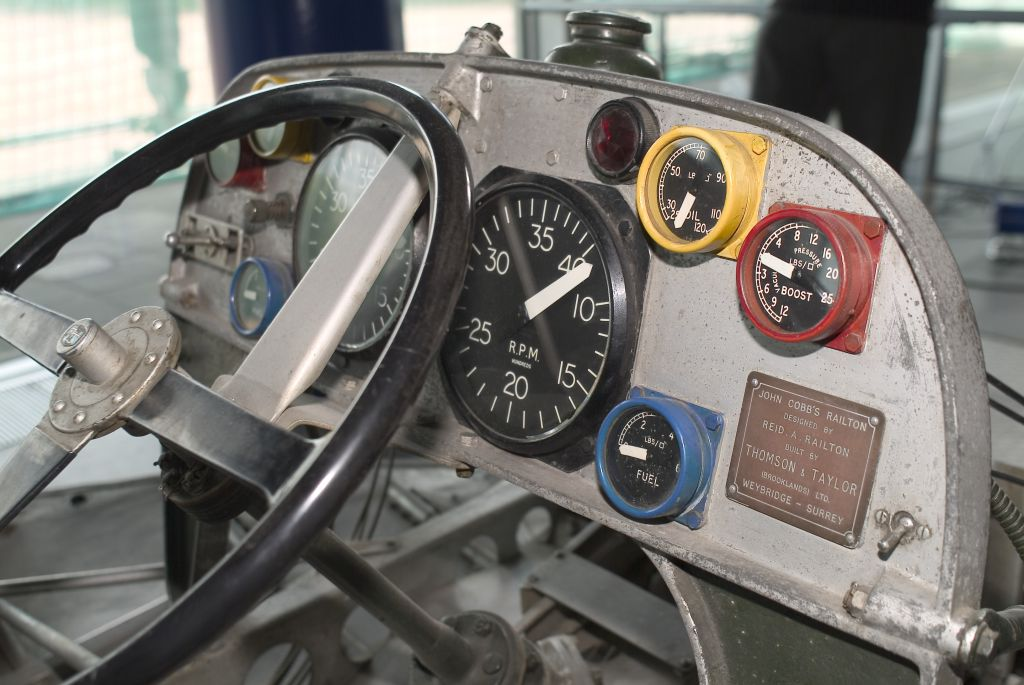
Die Instrumententafel: in Rot: die Ladedruckanzeige. Gelb: Öldruck. Blau: Treibstoff

## Die Rekorde

### Ausgangssituation
1937 verbesserte der Engländer George Eyston mit Thunderbolt den bestehenden Weltrekord von Malcolm Campbell von 484,62 km/h (über die Distanz von einer Meile) auf 501,17 km/h. Knapp 1 Jahr später, im August 1938, brach er seinen eigenen Rekord und stellte eine neue Bestmarke von 556,00 km/h auf.

### Erster Rekord
Am 15. September 1938 übertraf John R. Cobb mit dem Railton Special den Rekord von Thunderbolt mit 563,58 km/h, und war damit der erste Fahrer, der die 350-Meilen-Barriere (563 km/h) durchbrach.

### Zweiter Rekord
Eyston, der ebenfalls in Bonneville war, holte sich den Rekord innerhalb von 24 Stunden zurück und hielt ihn, bis Cobb ihn ein Jahr später am 23. August 1939 mit einer Geschwindigkeit von 594,97 km/h schlug.

### Dritter Rekord
Nach dem Zweiten Weltkrieg führte die Weiterentwicklung des Fahrzeugs und das Sponsoring von Mobil Oil zur Umbenennung in Railton Mobil Special. Es war das erste Landfahrzeug, das in einem gemessenen Test 640 km/h brach. Am 16. September 1947 erreichte John Cobb im Durchschnitt 384,6 und 403,1 km/h (394,19 mph) über die gemessene Meile in beide Richtungen und stellte einen neuen Geschwindigkeitsweltrekord auf. Bei einem der beiden Läufe erreichte er erstmals eine Geschwindigkeit von über 400 mph (640 km/h).
Dieser Rekord hatte 18 Jahre Bestand, bevor der Amerikaner Bob Summers am 12. November 1965 mit Goldenrod und einer Geschwindigkeit von 658,649 km/h eine neue Bestmarke für über die Räder angetriebene Fahrzeuge mit Verbrennungsmotor aufstellte.
| Datum              | Ort                        | Fahrer        | Fahrzeug              | Geschwindigkeit über 1 km | Geschwindigkeit über 1 km | Geschwindigkeit über 1 Mi | Geschwindigkeit über 1 Mi |
| Datum              | Ort                        | Fahrer        | Fahrzeug              | mph                       | km/h                      | mph                       | km/h                      |
| ------------------ | -------------------------- | ------------- | --------------------- | ------------------------- | ------------------------- | ------------------------- | ------------------------- |
| 19. November 1937  | Bonneville Salt Flats, USA | George Eyston | Thunderbolt           | 312,00                    | 502,11                    | 311,41                    | 501,17                    |
| 27. August 1938    | Bonneville Salt Flats, USA | George Eyston | Thunderbolt           | 345,20                    | 555,55                    | 345,48                    | 556,00                    |
| 15. September 1938 | Bonneville Salt Flats, USA | John R. Cobb  | Railton Special       | 350,06                    | 563,37                    | 350,19                    | 563,58                    |
| 16. September 1938 | Bonneville Salt Flats, USA | George Eyston | Thunderbolt           | 357,33                    | 575,07                    | 357,49                    | 575,32                    |
| 23. August 1939    | Bonneville Salt Flats, USA | John Cobb     | Railton Special       | 369,74                    | 595,04                    | 367,91                    | 592,09                    |
| 16. September 1947 | Bonneville Salt Flats, USA | John Cobb     | Railton Mobil Special | 393,82                    | 633,79                    | 394,19                    | 634,39                    |